# Hermann Priess
Hermann Otto Priess, född 24 maj 1901 i Marnitz, död 2 mars 1985 i Ahrensburg, var en tysk SS-Gruppenführer och generallöjtnant i Waffen-SS.
Under andra världskriget förde Priess befäl över 3. SS-Panzer-Division Totenkopf och I. SS-Panzerkorps. Med det sistnämnda förbandet deltog Priess i Ardenneroffensiven 1944–1945.
År 1946 dömdes Priess till 20 års fängelse vid Malmedyrättegången för sin inblandning i Malmedymassakern. Han frisläpptes dock redan 1954.

## Utmärkelser
- Riddarkorset av Järnkorset med eklöv och svärd
  - Riddarkorset: 28 april 1943
  - Eklöv: 9 september 1943
  - Svärd: 24 april 1944
- Järnkorset av andra klassen: 22 september 1939
- Järnkorset av första klassen: 15 oktober 1939
- Såradmärket i svart
- Demjanskskölden
- Infanteristridsmärket
- SS Hederssvärd
- SS-Ehrenring (Totenkopfring)